# Kukușkine (Kukușkine), Rozdolne
Kukușkine (în ucraineană Кукушкіне) este localitatea de reședință a comunei Kukușkine din raionul Rozdolne, Republica Autonomă Crimeea, Ucraina.

## Demografie
Componența lingvistică a localității Kukușkine
     Rusă (71,92%)
     Ucraineană (25,56%)
     Alte limbi (1,17%)
Conform recensământului din 2001, majoritatea populației localității Kukușkine era vorbitoare de rusă (71,92%), existând în minoritate și vorbitori de ucraineană (25,56%) și armeană (1,17%).